# Chárter náutico

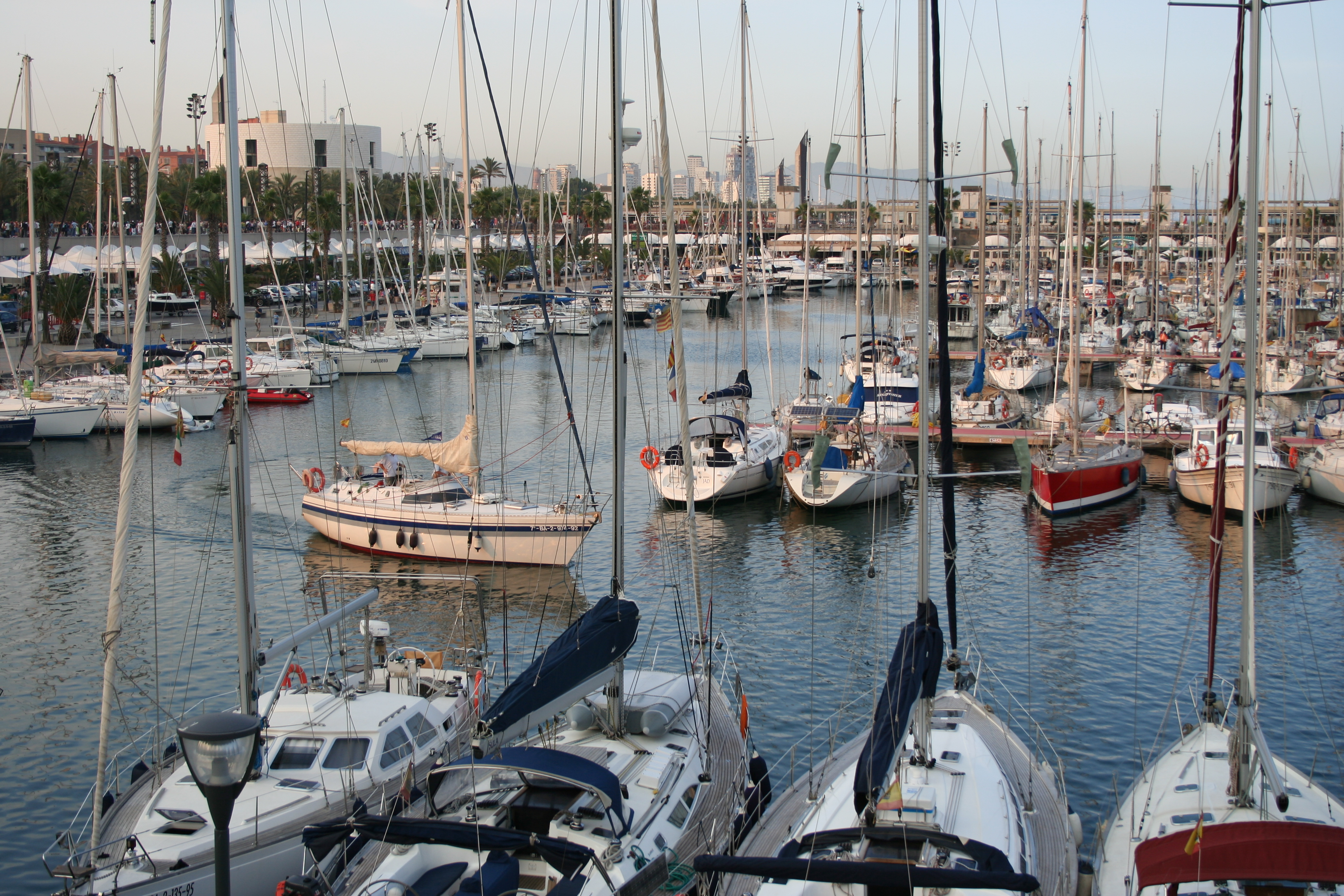
Las marinas y puertos deportivos son lugares donde se suelen ofrecer servicios de chárter náutico - Puerto Olímpico de Barcelona

El chárter náutico es la actividad de alquiler de embarcaciones de recreo con o sin patrón.

## Requisitos
Una embarcación se puede alquilar con o sin patrón. Para alquilar una embarcación sin patrón es necesario estar en posesión de una titulación náutica, excepto para embarcaciones a motor de hasta 5 metros y 11Kw o embarcaciones a vela de hasta 6 metros. Las titulaciones aceptadas en un país miembro de la Unión Europea, pueden navegar en embarcaciones de bandera española siempre que su nacionalidad coincida con el país emisor de la titulación náutica.
Por ley, el número de personas a bordo será el límite al que esté despachada la embarcación y en general la ley del chárter limita el número de clientes a 12 personas, incluso para los buques de recreo (embarcaciones de más de 24 metros de eslora).

## Zonas y volumen del sector
En España las zonas donde se practica más el chárter es Baleares (Alquiler de lanchas Mallorca, Ibiza y Menorca por orden), seguido de la costa mediterránea de la península ibérica (Gerona, Barcelona, Alicante y Denia).
Según un estudio de la Cambra de Comerç de Mallorca de 2009, en Baleares residen el 43% de as empresas de chárter náutico de España y según otro estudio de la agencia Nautal publicado tras el verano de 2015, el volumen de chárter en España es de entre 140 y 180 millones de euros.

## Últimas tendencias
El sector del chárter está en plena evolución, en especial en cuanto a la comercialización a través de Internet.

## Tipos de embarcaciones y duración del alquiler
El tipo de embarcaciones más alquilado son los veleros, barcos a motor, yates y catamaranes.
Hay que subrayar que en los años 2017-2019 en las islas Baleares, el destino principal de chárter náutico en España, se ha visto la tendencia del aumento de la cantidad de los Catamaranes en alquiler. Aquí están presentes las embarcaciones listas para ser alquiladas de los principales astilleros como Fountain Pajote, Lagoon, Bali, Nautitech y Leopard. Es un tipo de la embarcación que suelen escoger sobre todo las familias con niños.
En alquileres de día, las opciones más habituales son el alquiler de lanchas o el alquiler de embarcaciones con patrón. En cambio en alquileres de semanas completas lo más habitual es el alquiler de veleros y catamaranes sin patrón.
En los últimos años se ve el incremento de la demanda de Alquiler de Barcos para Fiestas. Son embarcaciones con capacidad de 13 a 145 personas que se alquilan por media jornada o jornada entera para Incentivos, Bodas, Despedidas de soltero y Cumpleaños para grupos. Estas embarcaciones se alquilan con la tripulación y catering contratado previamente. Segúna a empresa que ofrece la mayor cantidad de todo tipo de embarcaciones para Fiestas en Mallorca e Ibiza el número de estas embarcaciones se va a ir en aumento.

## Consejos a la hora de alquilar una embarcación de recreo
El chárter náutico en fase de gran crecimiento y existen multitud de empresas en el sector que como Click&Boat, Nautal, Oceans Evasion, Scansail Yatch, entre otras, que usan un método de intermediación en el que se esconde la identidad de las empresas con las que colabora, y a las que finalmente se contrata. Al cliente final se le proporciona meramente un nombre de pila y una serie de reseñas sobre la empresa a contratar, pero nunca el nombre y contacto de la misma. Esta método da lugar a que empresas de muy mala reputación como Golden Compass Yachts, entre otras 
tengan cabida en la cartera de empresas que Click&Boat promociona. Centenares de usuarios confiados han sido estafados por empresas de este tipo a través de estas plataformas por importes de miles de euros. Cuando eso ocurre las empresas de intermediación o plataformas se exoneran mediante sus términos y condiciones sin reembolsar a los usuarios. Por ello es recomendable contactar siempre y directamente con las empresas de chárter propietarias de embarcaciones, y no con intermediarias, con el fin de disponer de reseñas verídicas y no filtradas según los intereses de un intermediario y asegurarnos de que las embarcaciones anunciadas existen y se encuentran en buen estado. 
El charter náutico en fase de gran crecimiento requiere seguir unas normas de uso y es recomendable seguir unos consejos para hacer más fácil la experiencia de unas vacaciones en una embarcación de recreo. Estos consejos, son generales y puede revisar también la guía para el alquiler de embarcaciones donde se advierte de las buenas prácticas a bordo, comidas, la vida en el interior del barco o en el exterior del mismo, el confort, la cortesía con otros usuarios y la convivencia con el resto de tripulantes a bordo del barco. Muchas empresas de alquiler de barcos tienen incluido el servicio de capitán y tripulación, de esta forma la navegación se convierte en una experiencia aún más relajada.

## Como fondear correctamente tu embarcación de charter náutico
La base del charter náutico, es disfrutar de calas y playas viviendo a bordo de una embarcación de recreo, para ello, deberemos seguir unos consejos para el fondeo que aportarán seguridad durante tus vacaciones a bordo de un barco de charter.